# Snodland
Snodland is een civil parish in het bestuurlijke gebied Tonbridge and Malling, in het Engelse graafschap Kent met 10.211 inwoners.